# La tarea
La tarea è un film del 1991 diretto da Jaime Humberto Hermosillo.